# Parafia Miłosierdzia Bożego w Wetlinie
Parafia Miłosierdzia Bożego w Wetlinie – parafia rzymskokatolicka znajdująca się w archidiecezji przemyskiej w dekanacie Lutowiska. Parafia jest prowadzona przez ojców Bernardynów.

## Historia
Wetlina była wzmiankowana już w 1580 roku. W czasie Akcji „Wisła” grekokatolicy zostali wysiedleni, a wieś spalona. W latach 60. XX w. na tym terenie osiedlili się robotnicy leśni. 
W 1972 roku proboszcz z Cisnej ks. Czesław Korczykowski rozpoczął odprawiać niedzielne msze święte w piwnicy domu Zielińskich, co stało się przyczyną prześladowania przez SB i MO. 28 lipca 1973 ks. Antoni Kołodziej zaadaptował bez drewnianą szopę na kaplicę filialną. 2 sierpnia 1973 roku władze państwowe przygotowywały się do zburzenia kaplicy, ale nieugięta postawa pilnujących kobiet nie pozwoliła na zburzenie i od tej pory władze prześladowały proboszcza.
W latach 1978–1980 zbudowano drewniany kościół według projektu arch. Jana Rządcy. 4 czerwca 1980 roku została erygowana parafia z wydzielonego terytorium parafii Cisna. 15 czerwca 1980 roku bp Ignacy Tokarczuk poświęcił kościół pw. Miłosierdzia Bożego. Parafia została przekazana ojcom Bernardynom, a pierwszym proboszczem został o. Stefan Żwirek.
W latach 1984–1985 zbudowano Dom Zakonny i rekolekcyjno-oazowy. W latach 2012–2017 zbudowano murowany kościół, który 19 września 2020 został konsekrowany przez abpa Adama Szala, pw. św. Jana Pawła II.
Na terenie parafii jest 550 wiernych (w tym: Wetlina – 286, Kalnica – 120, Smerek – 90, Strzebowiska – 54).
Proboszczowie parafii:
1980–1981. o. Stefan Żwirek OFM.
1981–1990. o. Anzelm Wiatr OFM.
1990–1994. o. Aleksy Płatek OFM.
1994–1996. o. Karol Adamowicz OFM.
1996– nadal o. Amadeusz Irzyk OFM.

## Kościół filialny
W latach 1999–2003 w miejscu dawnej cerkwi w Kalnicy zbudowano murowany kościół filialny, według projektu arch. inż. Kazimierza Łuczko. Kościół został poświęcony pw. Św. Franciszka z Asyżu.

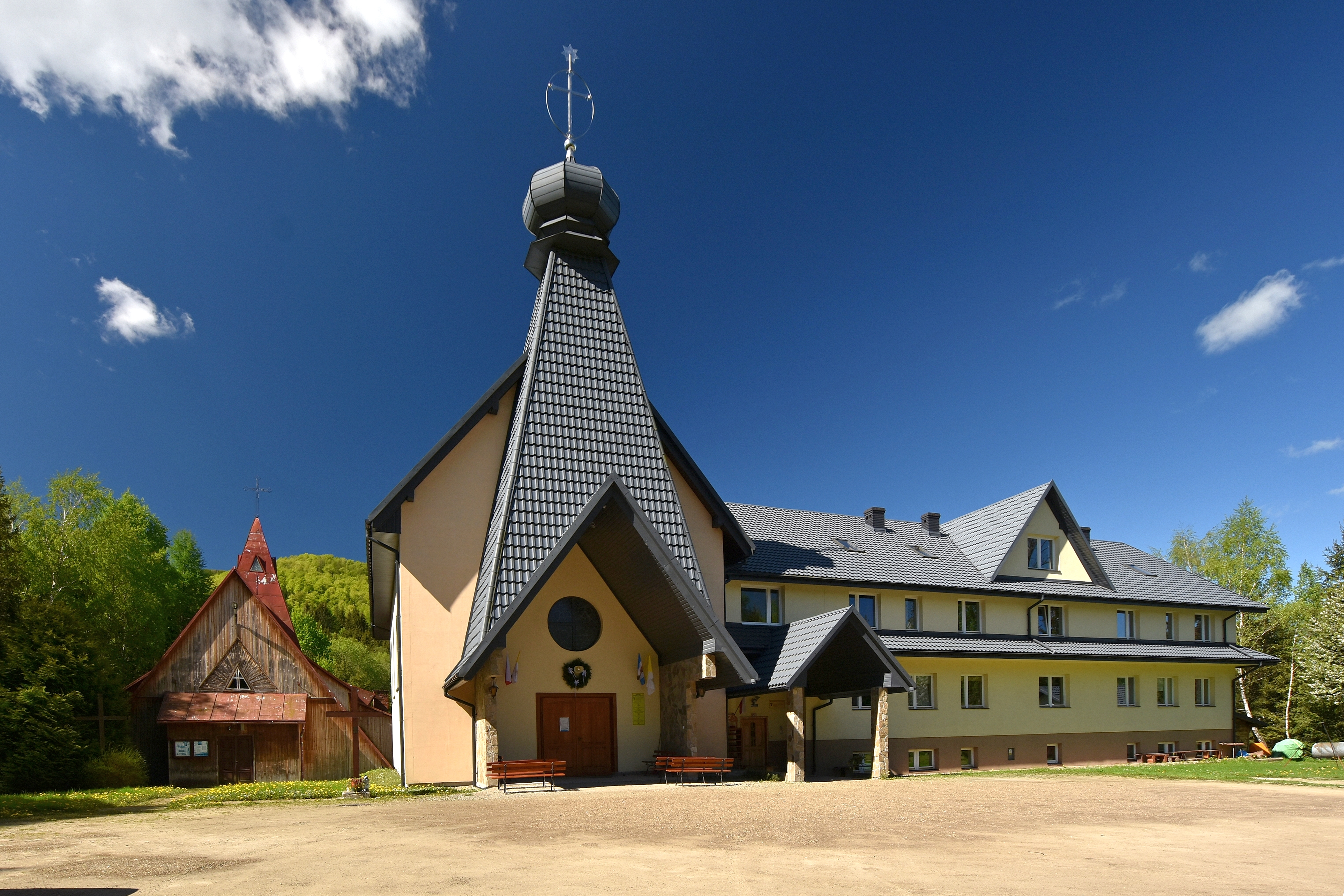
Kościoły w Wetlinie (2021)
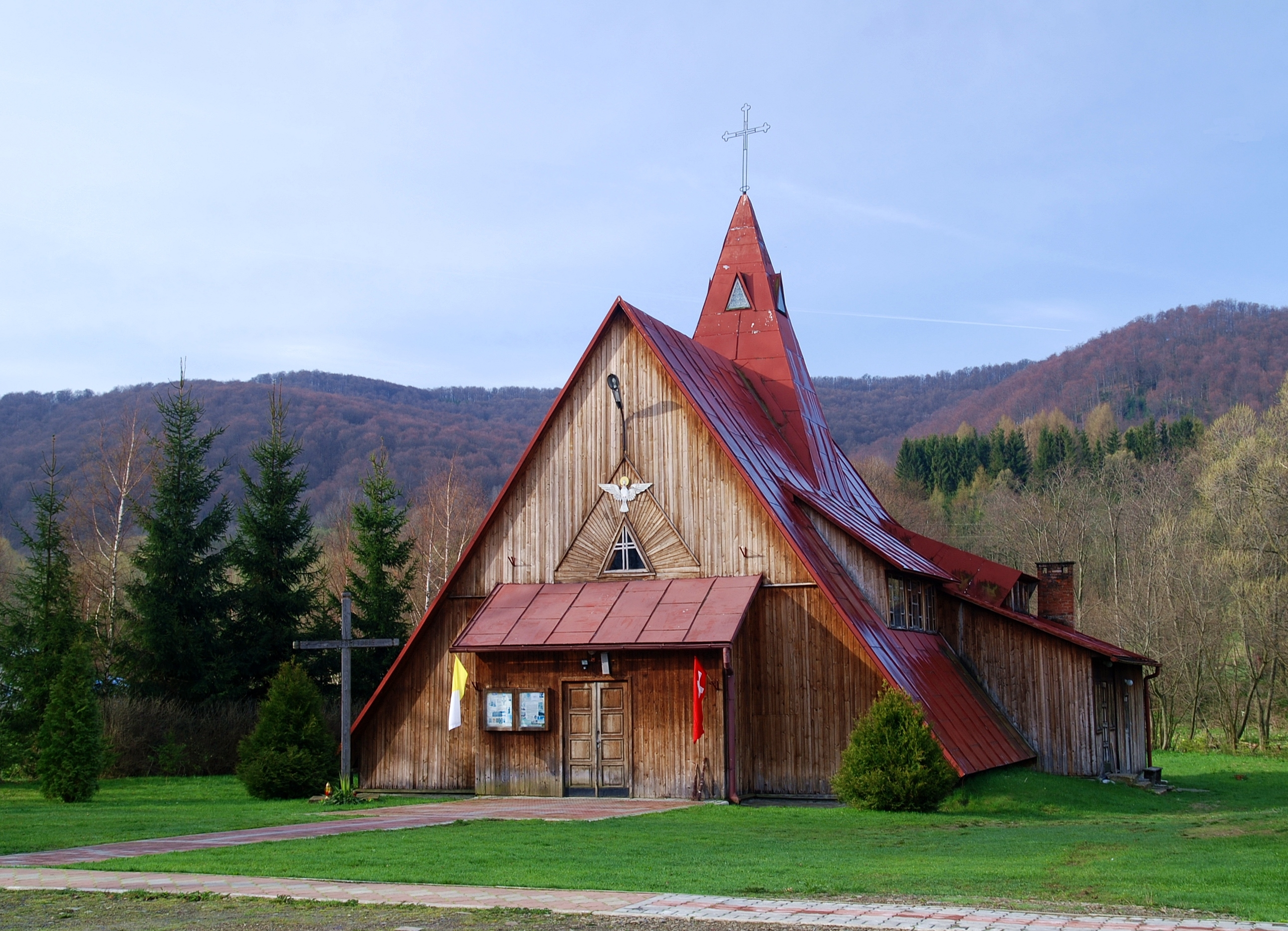
Stary kościół w Wetlinie (2008)
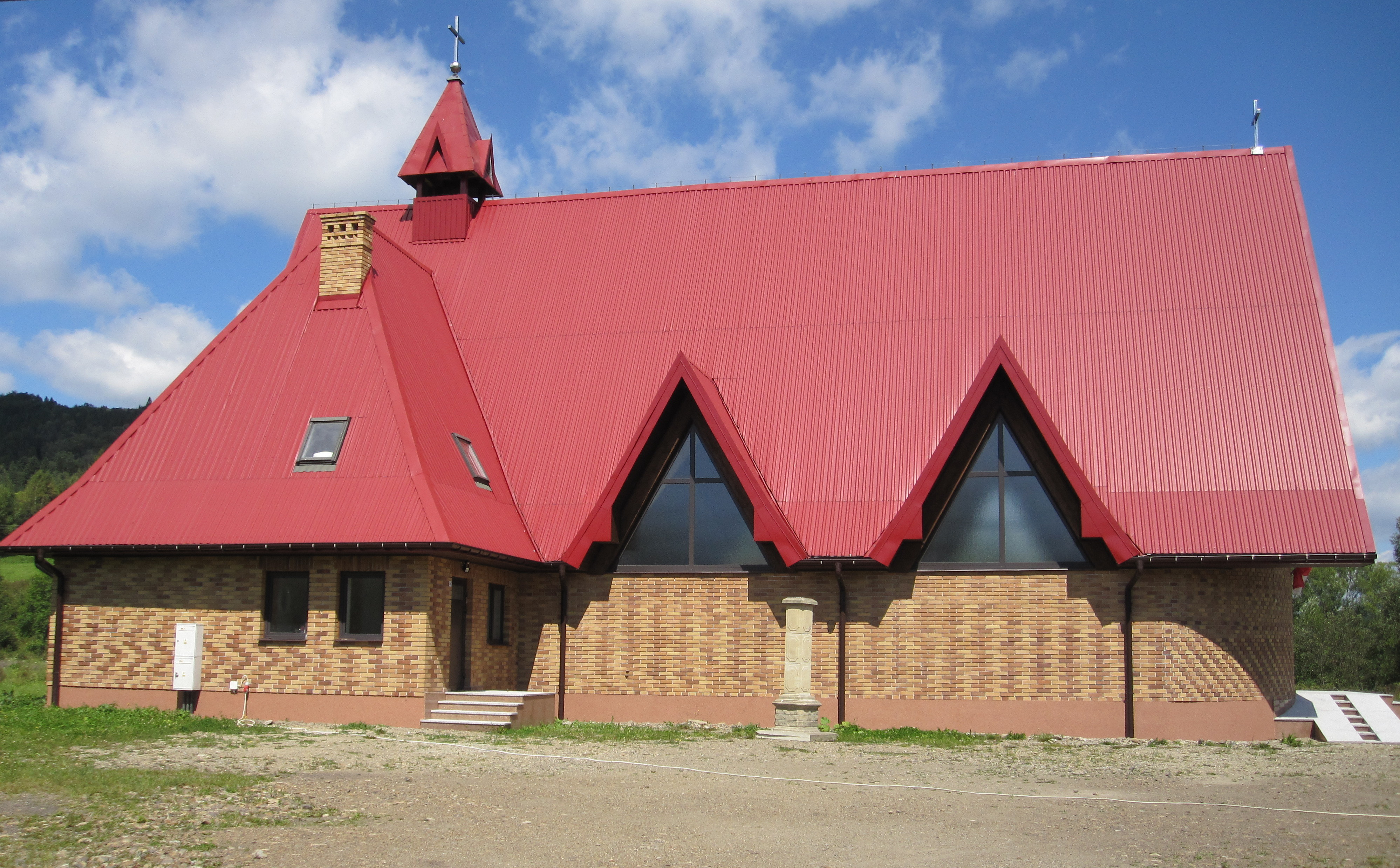
Kościół filialny w Kalnicy